# Serge Brussolo
Pour les articles homonymes, voir Brussolo.
Œuvres principales
- Aussi lourd que le vent (1981)
- Les Semeurs d'abîmes (1983)
- Le Syndrome du scaphandrier (1992)
- Le Chien de minuit (1994)
- La Porte d'ivoire (2018)
- Série Peggy Sue et les Fantômes

Serge Brussolo, né le 31 mai 1951 à Paris, est un écrivain français de science-fiction, de roman policier, de fantastique et de roman historique. Il est également connu sous quatre pseudonymes : Akira Suzuko, Kitty Doom, D. Morlok et Zeb Chillicothe.

## Biographie

### Jeunesse et premières publications
Né dans une famille modeste, Serge Brussolo vit une enfance dure et tourmentée, principalement à cause de la folie de sa mère. Il a très tôt la vocation de l'écriture et, dès l'âge de douze ans, cherche à se faire publier. Après avoir suivi des études de lettres et de psychologie, il exerce plusieurs petits métiers sans renoncer à vivre un jour de sa plume. Les débuts sont difficiles, son style particulier peine à se voir ouvrir les portes des revues de science-fiction de l'époque. Sa prose correspond assez peu aux critères des éditeurs de science-fiction du moment. La première reconnaissance arrive en 1978 lorsqu'il réussit à faire paraître une première nouvelle, Funnyway dans l'anthologie Futurs au présent dirigée par Philippe Curval. Ce texte est récompensé par le Grand prix de la science-fiction française en 1979.

### Années 1980: de Présence du futur au Fleuve noir
La collection Présence du futur publie ensuite un premier recueil de nouvelles, Vue en coupe d'une ville malade, œuvre très remarquée du public qui lui vaut également un autre grand prix. Très prolifique, Serge Brussolo enchaîne ensuite la parution d'une série de romans dans la populaire collection Anticipation des éditions Fleuve noir à un rythme très soutenu dont Les Semeurs d'abîmes en 1983, récompensé par un prix Apollo. Beaucoup de critiques de l'époque, admirateurs de ses nouvelles au style personnel et original lui reprochent de galvauder son talent en entrant dans la collection Anticipation du Fleuve noir, souvent mal considérée. Rétrospectivement, cette partie de son œuvre apparaît pourtant riche et inventive, et permet de faire évoluer la collection qui s'ouvre bientôt à d'autres auteurs originaux comme Daniel Walther ou encore Joël Houssin.
Le terme science-fiction ne convient pas tout à fait à Brussolo : l'intéressé se dit lui-même peu captivé par le genre. Ses références sont plutôt à chercher du côté des légendes, mythologies et autres récits merveilleux. Et chez lui, la science-fiction n'est jamais très éloignée du fantastique ou de l'étrange. D'ailleurs, certains de ses romans parus dans la collection Anticipation sont de purs romans fantastiques (Catacombes, Docteur Squelette, La Nuit du venin) et annoncent déjà l'abandon progressif de l'étiquette « science-fiction ».

### Années 1990: du fantastique au policier
En 1990, en pleine vogue Stephen King, il entame une collection fantastique à son nom aux éditions Gérard de Villiers, où dix romans paraissent à un rythme très soutenu (un livre tous les deux mois) et explorent, de manière radicalement originale, certains thèmes du genre : la lycanthropie, la maison hantée, le vaisseau fantôme, etc. Parmi les plus renommés, citons Les Emmurés ou encore Les Bêtes.
Harcelé par des satanistes, Brussolo arrête la collection en 1992 et se réoriente alors vers la littérature générale (La Moisson d'hiver, Les Ombres du jardin) mais surtout vers l'écriture de thrillers, de romans policiers et de romans historiques (Le Château des poisons, Le Labyrinthe de Pharaon). Il devient très vite un des auteurs phare de la collection Le Masque et, véritable tour de force, parvient à s'inscrire dans les canons plus « réalistes » du roman policier et du thriller sans rien perdre de son imagination débridée.
En 1995 paraît Conan Lord, carnets secrets d'un cambrioleur, roman dans lequel Brussolo invente un nouveau personnage, sorte d'anti-héros, aux antipodes du gentleman-cambrioleur de Maurice Leblanc, sorte de « gueule cassée », victime de la Seconde Guerre mondiale, qui ne supporte plus d'apercevoir son reflet et raye les miroirs avec un diamant en guise de signature. Cette création originale est élue « Masque de l'année ».

### Années 2000
Nommé depuis l'année 2000 à la direction littéraire des éditions Le Masque, il ajoute à sa large palette l'écriture de livres pour la jeunesse, la série Peggy Sue et les Fantômes,, Sigrid et les Mondes perdus, ainsi que d'autres séries dont les épisodes sont souvent inspirés de ses anciennes œuvres pour adultes. C'est dans cette veine qu'il a rencontré son plus beau succès commercial, succès international puisque les aventures de Peggy Sue sont traduites dans une trentaine de langues, ce qui fait de l'héroïne une des émules de Harry Potter les plus durables.
Fort de ce succès, Serge Brussolo ne délaisse pas pour autant son œuvre pour adultes, et il continue, avec un rythme moins soutenu, à explorer ses genres de prédilection : le thriller (La Maison des murmures, Ceux qui dorment en ces murs), la science-fiction (La Fenêtre jaune), le roman d’aventure historique (La Princesse noire). Deux séries pour adultes ont ainsi vu le jour : La Fille aux cheveux rouges aux éditions J'ai lu, ainsi que D.E.S.T.R.O.Y. une série d’espionnage mâtinée de science-fiction se situant  quelque part entre Kill Bill et Alias, dont le troisième tome est paru en juin 2008 aux éditions Vauvenargues. Ce dernier éditeur amorce également en 2004 un vaste travail de réédition des anciennes œuvres de l’auteur avec la collection Intégrale Brussolo dans laquelle sont peu à peu réédités les titres publiés au Fleuve noir ou par Gérard de Villiers et devenus introuvables. En 2014, "lassé du formatage et des caprices de l'édition commerciale", il annonce qu'il souhaite devenir son propre éditeur.

## Thèmes abordés par les œuvres de Brussolo
Serge Brussolo développe souvent des sociétés évoluant dans un milieu coupé du monde, une sorte de huis clos à l'échelle d'une petite civilisation (Les Prisonnières de Pharaon, La Fenêtre jaune, Rinocérox, etc.). Ses héros sont souvent des êtres en rupture avec la société, proches de la déchéance la plus totale, et les moindres efforts qu'ils entreprennent pour s'en sortir les enfoncent généralement un peu plus encore. La plupart des romans de Serge Brussolo sont empreints d'un fatalisme viscéral teinté d'humour noir. Ses thèmes les plus abordés, tous genres confondus, sont le corps humain, ses transformations et ses mutations, la dégénérescence inéluctable de tout système sociétal, l'illusion religieuse, l'enfermement et la folie sous toutes ses formes. Selon Michel Bussi, "Serge Brussolo est un monstre d'inventivité. Il a un peu le statut d'artiste maudit, peut-être parce qu'il n'a pas été adapté au cinéma".

## Œuvres

### Ordre chronologique
1978
- La Mouche et l'Araignée, nouvelle

1980
- Vue en coupe d'une ville malade[2], Denoël, coll. « Présence du futur », 1980 - recueil de neuf nouvelles dont :
  - Off

1981
- Les Sentinelles d'Almoha, Fernand Nathan, 1981Ouvrage écrit pour la jeunesse; une version augmentée et destinée à un public plus âgé est publiée sous le même titre, Fleuve noir, coll. « Anticipation », 1994
- Aussi lourd que le vent, recueil de trois nouvelles[10], Éditions Denoël, coll. « Présence du futur », 1981, dont :
  - Aussi lourd que le vent… (nouvelle)

1982
- Sommeil de sang[11], Denoël, coll. « Présence du futur », 1982
- Les Mangeurs de murailles, Fleuve noir, coll. « Anticipation », 1982Nouvelle édition en 1991 chez Gérard de Villiers, coll. « Les introuvables de Serge Brussolo »
- Portrait du diable en chapeau melon, Denoël, coll. « Présence du futur », 1982
- Traque la mort, éd. Jean-Claude Lattès, 1982Nouvelle édition en 1992 chez Gérard de Villiers, coll. « Les introuvables de Serge Brussolo »
- Le Nuisible, Denoël, coll. « Sueurs froides », 1982
- À l'image du dragon[12], Fleuve noir coll. « Anticipation », 1982Nouvelle édition en 1992 chez Gérard de Villiers, puis édition revue et corrigée en 2003 aux éditions du Masque, coll. « Le Masque »

1983
- Le Carnaval de fer, Denoël, coll. « Présence du futur », 1983
- Le Puzzle de chair, Fleuve noir, coll. « Anticipation », 1983Nouvelle édition en 1992 chez Gérard de Villiers collection « Les introuvables de Serge Brussolo »
- Les Semeurs d'abîmes[3], Fleuve noir, coll. « Anticipation » (suite de Le Puzzle de chair et de Le Carnaval de fer), 1983Prix Apollo en 1984 - Édition revue et corrigée en 2005 chez Vauvenargues
- Territoire de fièvre, Fleuve noir, coll. « Anticipation », 1983
- Les Lutteurs immobiles, Fleuve noir, coll. « Anticipation », 1983Nouvelle édition en 1997 chez Denoël coll. Présence du futur
- Les Bêtes enracinées, Fleuve noir, coll. « Anticipation », 1983
- Ce qui mordait le ciel..., Fleuve noir, coll. « Anticipation », 1984Nouvelle édition en 1998 chez Denoël coll. Présence du futur

1984
- Crache-béton, Fleuve noir, coll. « Anticipation », 1984
- Les Fœtus d'acier, Fleuve noir, 1984Édition revue et corrigée sous le titre La Mélancolie des sirènes par trente mètres de fond, Librairie des Champs-Élysées, coll. « Le Masque », 2004
- La Maison vénéneuse, Fleuve noir, coll. « Spécial-police », 1984Édition revue et corrigée sous le titre Le Bunker, Gérard de Villiers, coll. « Serial thriller », 1993

1985
- Ambulance cannibale non identifiée, Fleuve noir, 1985Édition revue et corrigée sous le titre L'Ambulance[3], Vauvenargues, 2005
- Le Rire du lance-flammes, Fleuve noir, coll. « Anticipation », 1985Édition revue et corrigée  en 2006 chez Vauvenargues
- Rempart des naufrageurs (La Planète des ouragans I), Fleuve noir, coll. « Anticipation », 1985Nouvelle édition en 1997 chez Denoël, coll. « Présence du futur »
- Abattoir-Opéra (La Planète des ouragans II), Fleuve noir, coll. « Anticipation », 1985Nouvelle édition sous le titre La Petite Fille et le doberman, Denoël, coll. « Présence du futur », 1995
- Naufrage sur une chaise électrique (La Planète des ouragans III), Fleuve noir, coll. « Anticipation », 1986Nouvelle édition en 1997 chez Denoël, coll. « Présence du futur »

1986
- Enfer vertical en approche rapide, Fleuve noir, coll. « Anticipation », 1986Édition revue et corrigée sous le titre Enfer vertical, Vauvenargues, 2004
- La Colère des ténèbres, Fleuve noir, coll. « Anticipation », 1986Édition revue et corrigée en 2005 chez Vauvenargues
- Danger, parking miné!, Fleuve noir, coll. « Anticipation », 1986Nouvelle édition  en 2005 chez Vauvenargues
- Les Hommes tritons, Plon, coll. « Gérard de Villiers présente », 1986écrit en collaboration avec Christian Mantey et sous le pseudonyme de Zeb Chillicothe
- Catacombes[4], Fleuve noir, coll. « Anticipation », 1986Edition revue et corrigée sous le titre L'enfer, c'est à quel étage ?, Librairie des Champs-Élysées, coll. « Le Masque », 2003
- Docteur Squelette, Fleuve noir, coll. « Anticipation », 1986Nouvelle édition  en 2005 chez Vauvenargues

1987
- Les Tourmenteurs, Plon, coll. « Gérard de Villiers présente », 1987écrit en collaboration avec Christian Mantey et sous le pseudonyme de Zeb Chillicothe
- Opération "serrures carnivores", Fleuve noir, coll. « Anticipation », 1987
- La Nuit du venin, Fleuve noir, coll. « Anticipation », 1987Nouvelle édition  en 2006 chez Vauvenargues
- Les Animaux funèbres, Fleuve noir, coll. « Anticipation », 1987
- Procédure d'évacuation immédiate des musées fantômes, Denoël, coll. « Présence du futur », 1987
- Les enfants du feu, Plon, coll. « Gérard de Villiers présente », 1987écrit en collaboration avec Christian Mantey et sous le pseudonyme de Zeb Chillicothe
- L'Ombre des gnomes, Fleuve noir, coll. « Anticipation », 1987

1988
- Le Château d'encre, Denoël, coll. « Présence du futur », 1988
- Le Voleur d'icebergs, Fleuve noir, coll. « Anticipation », 1988
- Le Tombeau du roi Squelette, Fleuve noir, coll. « Anticipation », 1988
- Les Écorcheurs, Patrick Siry, 1988Édition complète sous le titre L'Épave, Gérard de Villiers, 1990 et nouvelle édition en 2004 chez Vauvenargues

1989
- Le Dragon du roi Squelette, Fleuve noir, coll. « Anticipation », 1989
- La Nuit du bombardier, Denoël, 1989
- Boulevard des banquises, Denoël, coll. « Présence du fantastique », 1989
- L'Homme aux yeux de napalm, Denoël, coll. « Présence du futur », 1989

1990
- Cauchemar à louer, Gérard de Villiers, 1990
- La Meute, Gérard de Villiers, 1990
- Le Murmure des loups, Denoël, coll. « Sueurs froides », 1990
- Krucifix, Gérard de Villiers, 1990Nouvelle édition sous le titre La croix du sang (2 tomes), Vauvenargues, 2006
- Les Bêtes, Gérard de Villiers, 1990
- Les Emmurés, Gérard de Villiers, 1990
- Les Rêveurs d'ombre, Gérard de Villiers, 1990Nouvelle édition en 2006 chez Vauvenargues

1991
- Les Démoniaques, Gérard de Villiers, 1991
- Le Vent noir, Gérard de Villiers, 1991Nouvelle édition sous le titre Vent noir, Vauvenargues, 2004

1992
- Les Inhumains, Gérard de Villiers, 1992Nouvelle édition en 2007 chez Vauvenargues
- Le Syndrome du scaphandrier, Denoël, coll. « Présence du futur », 1992
- 3, place de Byzance, Denoël, 1992
- L'Armure maudite, Gérard de Villiers, 1992
- Rinocerox, Fleuve noir, coll. « Anticipation », 1992Édition revue et corrigée en 2004 chez Vauvenargues
- Capitaine suicide, Fleuve noir, coll. « Anticipation », 1992Nouvelle édition en 2006 chez Vauvenargues

1993
- Abîmes, Fleuve noir, coll. « Anticipation », 1993
- Hurlemort, Denoël, 1993
- Derelict, Gérard de Villiers, coll. « Serial thriller », 1993Édition revue et corrigée sous le titre Avis de tempête, Gérard de Villiers, coll. « Serial thriller », 1997
- Sécurité absolue, Gérard de Villiers, coll. « Serial thriller », 1993suite de Derelict
- La Route obscure, Denoël, coll. « Sueurs froides », 1993
- De l'autre côté du mur des ténèbres, Fleuve noir, coll. « Anticipation », 1993
- Mange-monde, Denoël, coll. « Présence du futur », 1993
- Armés et dangereux, Librairie des Champs-Élysées, coll. « Le Masque », 1993

1994
- La Maison de l'aigle, Denoël, 1994suite de 3, place de Byzance
- Le Visiteur sans visage, Librairie des Champs-Élysées, coll. « Le Masque », 1994
- Le Chien de minuit, Librairie des Champs-Élysées, coll. « Le Masque », 1994Prix du roman d'aventures
- Le Sourire noir, Librairie des Champs-Élysées, coll. « Le Masque », 1994

1995
- La Moisson d'hiver, Denoël, 1995
- Conan Lord, carnets secrets d'un cambrioleur, Librairie des Champs-Élysées, coll. « Le Masque », 1995
- Profession : cadavre, Fleuve noir, coll. « Anticipation », 1995Édition revue et corrigée sous le titre Les Brigades du chaos T1, Vauvenargues, 2004
- La Main froide, Librairie des Champs-Élysées, coll. « Le Masque », 1995
- Conan Lord le pique-nique du crocodile, Librairie des Champs-Élysées, coll. « Le Masque », 1995

1996
- La Fille de la nuit, Librairie des Champs-Élysées, coll. « Le Masque », 1996
- Ma vie chez les morts, Denoël, coll. « Présence », 1996
- Promenade du bistouri, Fleuve noir, coll. « Anticipation » (suite de Profession cadavre), 1996Édition revue et corrigée sous le titre Les Brigades du chaos Tomes 1 et 2, Vauvenargues, 2004
- Les Ombres du jardin, Denoël, 1996

1997
- Le Château des poisons, Librairie des Champs-Élysées, coll. « Le Masque », 1997
- La Cicatrice du chaos, Fleuve noir, coll. « Anticipation » (suite de Promenade du bistouri), 1997Édition revue et corrigée sous le titre Les Brigades du chaos T2, Vauvenargues, 2004
- L'Empire des abîmes, Denoël, coll. « Présence du futur », 1997Sous le nom de Kitty Doom.
- Les Invisibles, Denoël, coll. « Présence du futur », 1997Sous le nom de Kitty Doom.
- Les Enfants du crépuscule, Librairie des Champs-Élysées, coll. « Le Masque », 1997

1998
- L'Armure de vengeance, Librairie des Champs-Élysées, coll. « Le Masque », 1998
- L'Île des ombres (série Les Harponneurs d'étoiles n° 1), Librairie des Champs-Élysées, coll. "Abysses" n° 1, sous le pseudonyme de Akira Suzuko.
- La Meute hurlante, Librairie des Champs-Élysées, coll. « Abysses », 1998Sous le nom de Akira Suzuko. Édition revue et corrigée sous le titre La Meute hurlante T1, Vauvenargues, 2005
- La Forteresse blanche, Denoël, coll. « Présence du futur », 1998Sous le nom de Kitty Doom.
- Le Clan du grand Crâne (La Saga de Shag l'Idiot n° 1), Denoël, coll. "Présence du futur", 1998, sous le pseudonyme de D. Morlok.
- Le Labyrinthe de Pharaon, Librairie des Champs-Élysées, coll. « Le Masque », 1998
- Les Guerriers du grand Crâne, Denoël, coll. « Présence du futur », 1998Sous le nom de D.Morlok.
- Les Dieux du grand Crâne, Denoël, coll. « Présence du futur », 1998Sous le nom de D.Morlok.

1999
- Le Fils des loups, Librairie des Champs-Élysées, coll. « Abysses » (suite de La Meute hurlante), 1999Sous le nom de Akira Suzuko. Édition revue et corrigée sous le titre La Meute hurlante T2, Vauvenargues, 2005
- Les Prisonnières de Pharaon, Librairie des Champs-Élysées, coll. « Le Masque », 1999Suite du Labyrinthe de Pharaon
- Le Livre du grand secret, Flammarion, coll. « Kiosque », 1999
- Baignade accompagnée, Gérard de Villiers, coll. « Serial thriller », 1999
- Le Manoir des sortilèges, Librairie des Champs-Élysées, coll. « Le Masque », 1999

2000
- La Chambre indienne, Éditions Le Masque, coll. « Le Masque », 2000
- Iceberg Ltd, Gérard de Villiers, coll. « Serial thriller », 2000
- Dernières lueurs avant la nuit, Flammarion, 2000
- Pèlerins des ténèbres, Éditions Le Masque, coll. « Le Masque », 2000
- Le Labyrinthe de Pharaon, Éditions Le Masque, coll. « Le Masque », 2000

2001
- La Captive de l'hiver, Éditions Le Masque, coll. « Le Masque », 2001Suite du Pèlerins des ténèbres

2003
- Trajets et itinéraires de l'oubli, Gallimard, coll. « Folio », 2003

2004
- La Princesse noire, LGF, coll. « Le Livre de poche », 2004
- Les Cavaliers de la pyramide, LGF, coll. « Le Livre de poche », 2004
- La Mélancolie des Sirènes par trente Mètres de Fond, LGF, coll. « Le Livre de poche », 2004

2005
- La Maison des murmures, Plon, 2005
- La Fille aux cheveux rouges - Le Chemin de cendre, J'ai lu, 2006
- La Fille aux cheveux rouges - Rivages incertains, J'ai lu, 2006

2007
- La Fenêtre jaune, LGF, coll. « Le Livre de poche », 2007
- Ceux qui dorment en ces murs, Plon, 2007
- D.E.S.T.R.O.Y. 1 - L'homme de la banquise, Vauvenargues, 2007
- Nouchka 1 - Nouchka et les Géants, Éditions Baam !, 2007
- Nouchka 2 - Nouchka et la Couronne maudite, Éditions Baam !, 2007
- Nouchka 3 - Nouchka et la Caverne aux mille secrets, Éditions Baam !, 2007

2008
- D.E.S.T.R.O.Y. 2 - La Prisonnière du ciel, Vauvenargues, 2008
- Le Masque d'argile, Le Livre de poche, 2008Suite de Les Cavaliers de la pyramide
- D.E.S.T.R.O.Y. 3 - Territoires de fièvre, Vauvenargues, 2008

2009
- L'Héritier des abîmes (Plon, 2009)
- Dortoir interdit (série Agence 13 - Les Paradis inhabitables, tome 1) (Fleuve noir 11/2009 ; réédition, Pocket, coll. « Thriller » no 14504, 10/2010)

2010
- Le Vestiaire de la reine morte (Plon, 03/2010)
- Ceux d'en bas (série Agence 13 - Les Paradis inhabitables, tome 2) (Fleuve noir, 09/2010 ; réédition, Pocket, coll. « Thriller » no 14505, 11/2011)
- Les Louvetiers du roi (Plon, 10/2010)

2011
- L'Arbre qui n'existait pas (série Les Mondes fantastiques de Peggy Sue, tome 1, 05/2011)
- L'Homme à la tête de plomb (série Les Mondes fantastiques de Peggy Sue, tome 2, 05/2011)
- Pharaon Z (série Le Royaume englouti, tome 1) (Sirius, 06/2011)
- Les Lions d'écume (série Le Royaume englouti, tome 2) (Sirius, 06/2011)
- Le Chat aux yeux jaunes (série Agence 13 - Les Paradis inhabitables, tome 3) (Fleuve éd. 11/2011 ; réédition, Pocket, coll. « Thriller » no 15051, 11/2012)

2012
- La Muraille interdite (série Almoha, tome 1) (Milady, coll. « Poche fantasy », 05/2012 ; réédition, Bragelonne, coll. « Fantasy », 05/2014)
- La Fille de l'archer (Fleuve noir, 06/2012)

2013
- La Tombola des démons (série Lina et la forêt des sortilèges, tome 1) (Michel Lafon, 03/2013)
- Frontière barbare (Gallimard, coll. « Folio SF » no 450, 03/2013)
- Le Serment de feu (série Almoha, tome 2) (Milady, coll. « Poche fantasy ») annoncé pour 07/2013 (Bragelonne, coll. « Fantasy », ebook)
- Le Chemin maléfique (série Lina et la forêt des sortilèges, tome 2) (Michel Lafon, 10/2013)
- Trajets et itinéraires de la mémoire (Gallimard, coll. « Folio SF » no 465, 10/2013)

2014
- Le Suaire écarlate (série La Fille de l'archer, tome 2) (Fleuve éd., 02/2014)
- Le Manoir des sortilèges (Éditions du Masque, coll. « Masque poche » no 47, 04/2014)
- La Route de Santa Anna (Éditions du Masque, coll. « Masque poche » no 52, 10/2014)
- Le Roi Squelette : l'intégrale (Bragelonne, coll. « Fantasy », 12/2014)

2015
- Anges de fer, paradis d'acier (Gallimard, coll. « Folio SF » no 517, 05/2015) [même héros que Frontière barbare]
- Tambours de guerre (Éditions du Masque, coll. « Masque poche » no 68, 10/2015)

2016
- L'Oiseau des tempêtes (Fleuve éd., 11/2016)

2017
- Les Geôliers (Gallimard, coll. « Folio SF » no 566, 02/2017)
- Michelle Annabella Katz, premiers combats (série Agence 13 - Les Paradis inhabitables) (12-21, 03/2017)
- Le Manoir de l'écureuil - 1re partie (série Agence 13 - Les Paradis inhabitables, tome 4) (12-21, 03/2017)
- Cheval rouge (Éditions du Masque, coll. « Masque poche » no 84, 05/2017)
- La Manoir de l'écureuil - 2e partie (série Agence 13 - Les Paradis inhabitables, tome 4) (12-21, 06/2017)

2018
- La Porte d'ivoire, Éditions du Masque, coll. « Masque poche », 2018Prix du roman d'aventures

2019
- Anatomik, Bragelonne, 2019

2020
- Cendres vives, H&O, 2020

2021
- Le Cavalier du septième jour, H&O, 2021

2022
- La forêt des silences, H&O, 2022

2023
- La stratégie de l'écureuil, H&O, 2023

2024
- Le hasard et la nuit, H&O, 2024
- Les dieux aveugles, H&O, 2024

### Séries

#### Romans pour la jeunesse

##### Peggy Sue et les Fantômes
1. Le Jour du chien bleu[7]
2. Le Sommeil du démon
3. Le Papillon des abîmes
4. Le Zoo ensorcelé
5. Le Château noir
6. La Bête des souterrains
7. La Révolte des dragons
8. La Jungle rouge
9. La Lumière mystérieuse
10. Le Loup et la Fée
11. Le Cirque maudit

##### Les Mondes fantastiques de Peggy Sue
1. L'Arbre qui n'existait pas. Sirius, 2011.  (ISBN 978-2-36401-000-0).
2. L'Homme à la tête de plomb. Sirius, 2011.  (ISBN 978-2-36401-001-7).
3. Peggy Sue et les Larmes de cristal. Sirius, 2012.  (ISBN 978-2-36401-008-6).

##### Sigrid et les Mondes perdus
1. L'Œil de la pieuvre
2. La Fiancée du crapaud
3. Le Grand Serpent
4. Les Mangeurs de murailles

##### Élodie et le Maître des rêves
1. La Princesse sans mémoire. Paris : Plon jeunesse, 10/2004, 221 p.  (ISBN 2-259-20061-3)

##### Sentinelles du crépuscule/Territoires interdits
La série est d'abord publiée sous le titre Sentinelles du crépuscule (pour les 2 premiers volumes édités en 2000). La série sera reprise sous le titre Territoires interdits (2007-2009).
1. Le Maître des nuages. Montrouge : Bayard jeunesse, coll. « La collection des imaginaires », 03/2000, 252 p.  (ISBN 2-227-73911-8). Rééd. Bayard jeunesse, 09/2007, 252 p.  (ISBN 978-2-7470-2352-8)
2. Les Prisonniers de l'arc-en-ciel. Montrouge : Bayard jeunesse, coll. « La collection des imaginaires », 05/2000, 180 p.  (ISBN 2-227-76202-0). Rééd. Bayard jeunesse, 06/2008, 180 p.  (ISBN 978-2-7470-2421-1)
3. Le Jardin des secrets. Montrouge : Bayard jeunesse, 08/2008, 279 p.  (ISBN 978-2-7470-2422-8)
4. Le Serment de feu. Montrouge : Bayard jeunesse, 03/2009, 276 p.  (ISBN 978-2-7470-2916-2)
5. Les Seigneurs du lac noir (non paru)

##### Nouchka
1. Nouchka et les géants . Baam, 2007, 158 p.  (ISBN 978-2-290-35521-3)
2. Nouchka et la couronne maudite. Baam, 2007, 157 p.  (ISBN 978-2-290-35522-0)
3. Nouchka et la caverne aux mille secrets. Baam, 2007, 158 p.  (ISBN 978-2-290-35523-7)

##### Le Royaume englouti
1. Pharaon Z. Sirius, 2011.  (ISBN 978-2-36401-003-1)
2. Les Lions d'écume. Sirius, 2011.  (ISBN 978-2-36401-004-8)

##### Lina et la forêt des sortilèges
1. La Tombola des démons. Neuilly-sur-Seine : Michel Lafon, 03/2013, 203 p.  (ISBN 978-2-7499-1878-5)
2. Le Chemin maléfique. Neuilly-sur-Seine : Michel Lafon, 10/2013, 211 p.  (ISBN 978-2-7499-1981-2)

#### SF et Fantasy

##### SérieAlmoha
1. La Muraille interdite
2. Le Serment de feu

##### SérieLes Brigades du Chaos
1. Profession : cadavre
2. Promenade du bistouri
3. La Cicatrice du Chaos

##### SérieLe Cycle des Ouragans
1. Rempart des naufrageurs
2. La Petite fille et le doberman
3. Naufrage sur une chaise électrique

- La Planète des ouragans (omnibus)

##### SérieLes Soldats de goudron
1. Les Foetus d'acier
2. Ambulance cannibale non identifiée
3. Le Rire du lance-flammes
4. Opération "serrures carnivores"

##### SérieLa Saga de Shag l'Idiot
Sous le pseudonyme de D. Morlok :
1. Le Clan du Grand Crâne (Denoël, coll. « Présence du futur » no 594, 1998)
2. Les Guerriers du Grand Crâne (Denoël, coll. « Présence du futur » no 595, 1998)
3. Les Dieux du Grand Crâne (Denoël, coll. « Présence du futur » no 599, 1998)

##### SérieLes Aventures d'Aldoran
Sous le pseudonyme de Kitty Doom :
1. L'Empire des Abîmes (Denoël, coll. "Présence du futur" n° 580, 1997)
2. Les Invisibles (Denoël, coll. "Présence du futur" n° 581, 1997)
3. La Forteresse blanche (Denoël, coll. "Présence du futur" n° 593, 1998)

##### SérieLes Nighthowlers
Sous le pseudonyme de Akira Suzuko :
1. La Meute hurlante  (Librairie des Champs-Élysées, coll. "Abysses" n° 6, 1998 - rééd. sous le nom de Brussolo et sous le titre La Meute hurlante 1, Vauvenargues, coll. "Intégrale Brussolo" n° 9, 2005)
2. Le Fils des loups (Librairie des Champs-Élysées, coll. "Abysses" n° 14, 1999 - rééd. sous le nom de Brussolo et sous le titre La Meute hurlante 2, Vauvenargues, coll. "Intégrale Brussolo" n° 10, 2005)

##### SérieLes Harponneurs d'étoiles
Sous le pseudonyme de Akira Suzuko :
1. L'Île des ombres  (Librairie des Champs-Élysées, coll. "Abysses" n° 1, 1998)

##### SérieDavid Sarella
1. Frontière barbare
2. Anges de fer, paradis d'acier

##### SérieLes aventures de Shagan & Junia
1. Le Tombeau du roi squelette (Fleuve Noir Anticipation n° 1627, 1988)
2. Le Dragon du roi squelette (Fleuve Noir Anticipation  n° 1664, 1989)
3. Le Masque d'argile (Le Livre de poche Policier n° 27062, 2008)
4. Les Cavaliers de la pyramide (Le Livre de poche Policier n° 37045, 2008)
5. Les Ombres du Roi Squelette (Bragelonne Fantasy, 2019)[13]
6. Les Dieux aveugles (2019)

Hors série : Le Roi Squelette (Bragelonne Fantasy, 2014). Il s'agit d'une recension, effectuée par Brussolo, de Le Tombeau du roi squelette et de Le Dragon du roi squelette, avec quelques omissions ainsi que quelques nouveaux passages.

#### Thrillers

##### SérieJehan de Montpéril, le chevalier sans terre
1. Le Château des poisons
2. L'Armure de vengeance

##### SérieConan Lord
1. Carnets secrets d'un cambrioleur. Éditions du Masque, 1995  (ISBN 978-2702425244)
2. Le Pique-nique du crocodile. Édition du Masque, 1995  (ISBN 978-2702426166)

##### SériePeggy Meetchum[14]
1. Les Enfants du crépuscule
2. Baignade accompagnée
3. Iceberg Ltd

##### SérieOswald Caine, romancier
1. Bunker
2. Derelict
3. Sécurité absolue

##### SérieAnouna l'embaumeuse
1. Le Labyrinthe du pharaon (1998)
2. Les Prisonnières de pharaon (1999)

##### SérieMarion l'ymagière
1. Pèlerins des ténèbres (2000)
2. La Captive de l'hiver (2001)

##### SérieLa Fille aux cheveux rouges
1. Le Chemin de cendre. J'ai lu Thriller n° 8196, 05/2006, 252 p.  (ISBN 2-290-35093-1)
2. Les Rivages incertains. J'ai lu Thriller n° 8197, 11/2006, 218 p.  (ISBN 2-290-35094-X)

##### SérieDestroy
1. L'Homme de la banquise. Vauvenargues, 2007  (ISBN 978-2-7443-1430-8)
2. La Prisonnière du ciel. Vauvenargues, 2008  (ISBN 978-2-7443-1556-5)
3. Territoire de fièvre. Vauvenargues, 2008  (ISBN 978-2-7443-1557-2)
4. La Voleuse d'icebergs (2012, non publié en format livre)

##### SérieAgence 13: Les Paradis inhabitables
1. Dortoir interdit. Fleuve noir, 2009, 285 p.  (ISBN 978-2-265-08874-0)
2. Ceux d'en bas. Fleuve noir, 2010, 283 p.  (ISBN 978-2-265-09031-6)
3. Le Chat aux yeux jaunes. Fleuve noir, 2011, 284 p.  (ISBN 978-2-265-09421-5)
4. Mickie Katz, premiers combats (autre titre : Michelle Annabella Katz, premiers combats). 12-21, 03/2017.  (ISBN 9782823857931)
5. Le Manoir de l'écureuil 1/2. 12-21, 03/2017.  (ISBN 9782823857917). Le Manoir de l'écureuil 2/2. 12-21, 06/2017.  (ISBN 9782823857924)
6. Le Jardin des guerriers. H&O éditions, 2023.

##### SérieLa Fille de l'archer
1. La Fille de l'archer (Fleuve noir, 06/2012)
2. Le Suaire écarlate (Fleuve éditions, 2014)

## Prix littéraires
- Grand prix de l'Imaginaire en 1979 pour Funnyway, en 1981 pour Vue en coupe d'une ville malade, en 1988 pour Opération serrures carnivores.
- Prix Rosny aîné de la nouvelle en 1981 pour Subway[15].
- Prix de la SF de Metz (Graoully d'or), catégorie roman français, 1982, pour Sommeil de sang[16]
- Prix Apollo en 1984 pour Les Semeurs d'abîmes.
- Prix du roman d'aventures en 1994 pour Le Chien de minuit.
- Grand prix RTL-Lire en 1995 pour La Moisson d'hiver[17].
- Grand prix Paul-Féval de littérature populaire en 2004 pour Le Château noir[18] .
- Prix du roman d'aventures en 2018 pour La Porte d'ivoire.